# Godofred Ros de Ursinos i Calduch
Godofred Ros de Ursinos i Calduch (Castelló de la Plana, 4 de juny de 1850-1924) fou un arquitecte valencià.
Obtingué la llicenciatura a Barcelona, l'any 1875, i després treballà com a arquitecte municipal de Castelló, ciutat on va desenvolupar la seua carrera professional, realitzant importants projectes.

## Obres
Entre les seues obres, cal destacar les següents:
- Passeig de l'Albereda (més tard de l'Obelisc) (1876)
- Projecte del convent de les Saleses, a València (1882)[3]
- Teatre Principal de Castelló de la Plana (1894)
- Església Parroquial de la Sagrada Família, d'estil neomudèjar (1900)
- Edifici de Les Cigonyes, d'estil modernista valencià (1912)
- Casa Alcón, a la plaça de la Independència, núm. 5 de Castelló de la Plana, d'estil modernista valencià
- Escorxador de Vistabella del Maestrat, (1921)[4]
- Casa de la Pradera (1922)[5]
- Plaça de la Pau
- Convent de la Mare de Déu del Carme, ja pòstuma (1929)
- Convent de Sant Josep (Borriana) d'estil neogòtic, obra pòstuma (1929)
- Eremitori de Lledó, també pòstuma
- Ermita de Santa Bàrbera a Borriana